# Louise-Marie a Franței
Vezi și Prințesa Louise-Marie a Franței, fiica regelui Ludovic al XV-lea al Franței
Louise Marie Thérèse Charlotte Isabelle de Orléans, numită Louise-Marie a Franței (n. 3 aprilie 1812, Palermo, Regatul celor Două Sicilii – d. 11 octombrie 1850, Oostende, Flandra, Belgia) a fost fiică a Franței, regină a Belgiei ca soție a regelui Leopold I al Belgiei. Este strămoașa actualului rege al Belgiei Albert al II-lea, a prințului de Neapole Vittorio Emanuele, a Marelui Duce de Luxembourg Henri și a actualului prinț Napoléon - capul Casei Imperiale Franceze.

## Familie

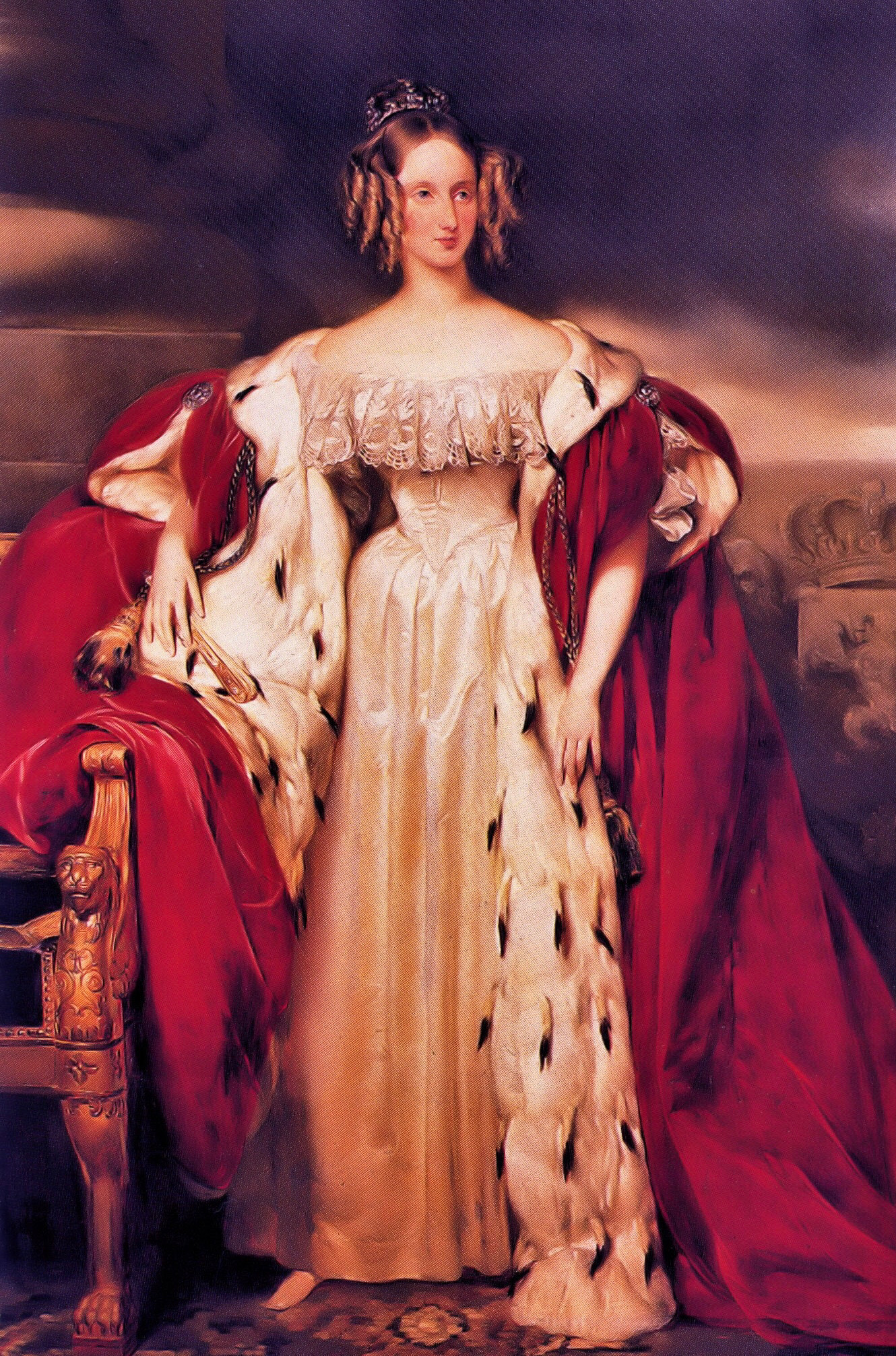
Portret al reginei, pictat de Gustaaf Wappers.

Născută Louise Marie Thérèse Charlotte Isabelle d'Orléans la Palermo, Sicilia la 3 aprilie 1812, a fost cea mai mare fiică a viitorului rege Louis-Philippe I, rege al Franței și a soției lui Maria Amalia a celor Două Sicilii. A avut o educație religioasă și bourgeoise mulțumită mamei și mătușii sale, Louise Marie Adélaïde Eugénie d'Orléans cu care Louise-Marie a fost foarte apropiată.
Din partea tatălui ei a fost descendentă a lui Philippe Égalité, Philippe d'Orléans, regent pentru Ludovic al XV-lea, Madame de Montespan, Ludovic al XIV-lea și Filip I, Duce de Orléans amândoi fii ai regelui Ludovic al XIII-lea. Din partea mamei sale, era descendentă a Mariei Theresa de Austria și Caterinei de Medici. După ce tatăl ei a urcat pe tronul Franței sub numele de Louis-Philippe I, când ea avea 18 ani, Louise a devenit prințesă de Orléans.

## Căsătorie
La 9 august 1832, Louise s-a căsătorit cu regele Leopold I al Belgiei la Castelul Compiègne din Franța. Leopold era protestant așă că au avut două ceremonii, una catolică și alta calvinistă.

### Copii
Louise și Leopold au avut patru copii.
- Prințul Louis Philippe Léopold Victor Ernst al Belgiei (24 iulie 1833 – 16 mai 1834); a fost prinț moștenitor al Belgiei de la naștere până la decesul din timpul copilăriei
- Prințul Léopold Louis Philippe Marie Victor al Belgiei (9 aprilie 1835 – 17 decembrie 1909); s-a căsătorit prima dată cu Marie Henriette de Austria, apoi s-a logodit în secret într-o ceremonie religioasă cu  Blanche Zélia Joséphine Delacroix; a fost al doilea rege al belgienilor
- Prințul Philippe Eugène Ferdinand Marie Clément Baudouin Léopold George al Belgiei (24 martie 1837 – 17 noiembrie 1905), conte de Flandra; fiul său i-a succedat lui Leopold al II-lea sub numele de Albert I al Belgiei
- Prințesa Marie Charlotte Amélie Auguste Victoire Clémentine Léopoldine a Belgiei (7 iunie 1840 - 19 ianuarie 1927); a fost soția împăratului Maximilian I al Mexicului.

Louise a fost o soție devotată și o mamă iubitoare; a fost foarte timidă și adesea era văzută în public numai când soțul ei o forța. Datorită frumuseții și generozității sale a devenit populară la curtea belgiană.
Regina Marie-Louise a murit de tuberculoză la Ostend la 11 octombrie 1850. A fost înmormântată lângă soțul ei în cripta regală de la Biserica Maicii Domnului din Laeken.